# Spielzeugwelt (Bad Kissingen)
Die Spielzeugwelt ist ein Spielzeugmuseum und eine Abteilung im Museum Obere Saline in Hausen (Bad Kissingen).

## Geschichte
Die Spielzeugwelt wurde nach zweijähriger Planung am 8. Dezember 2011 im Dachgeschoss des Museums Obere Saline offiziell eröffnet. Finanziert wurde es mit Mitteln der Stadt Bad Kissingen und des Bezirks Unterfranken. Architekt war Andreas Pietsch aus Fürth; die Konzeption entwarf die Historikerin Birgit Schmalz.
Grundlage der Ausstellung sind Exponate aus der Sammlung der Kissingerin Hilla Schütze, die seit über 50 Jahren vor allem hölzernes Kinderspielzeug und Bilderbücher aus aller Welt sammelt und sich für ein solches Spielzeugmuseum einsetzte.

## Beschreibung
Die 150 m² große Museumsabteilung Spielzeugwelt befindet sich im Dachgeschoss des Museum Obere Saline. Es wird vorwiegend Holzspielzeug aus aller Welt gezeigt. Ein weiterer Ausstellungsschwerpunkte sind die heim- und kleingewerbliche Spielzeugproduktion in der Rhön wie beispielsweise Holzspielzeug aus der Produktion von Friedrich Meinel oder die Modellbauten der Firma RS (Dr. Rudolf Spitaler).
Im Ausstellungsraum Aus Hillas Spielzeugkiste werden Sonder- und Wechselausstellungen präsentiert.
Neben der visuellen Präsentation in dunklen Räumen mit schwarzen Wänden und beleuchteten Ausstellungsvitrinen gibt es zusätzliche Informationen über mehrere Hörstationen. 

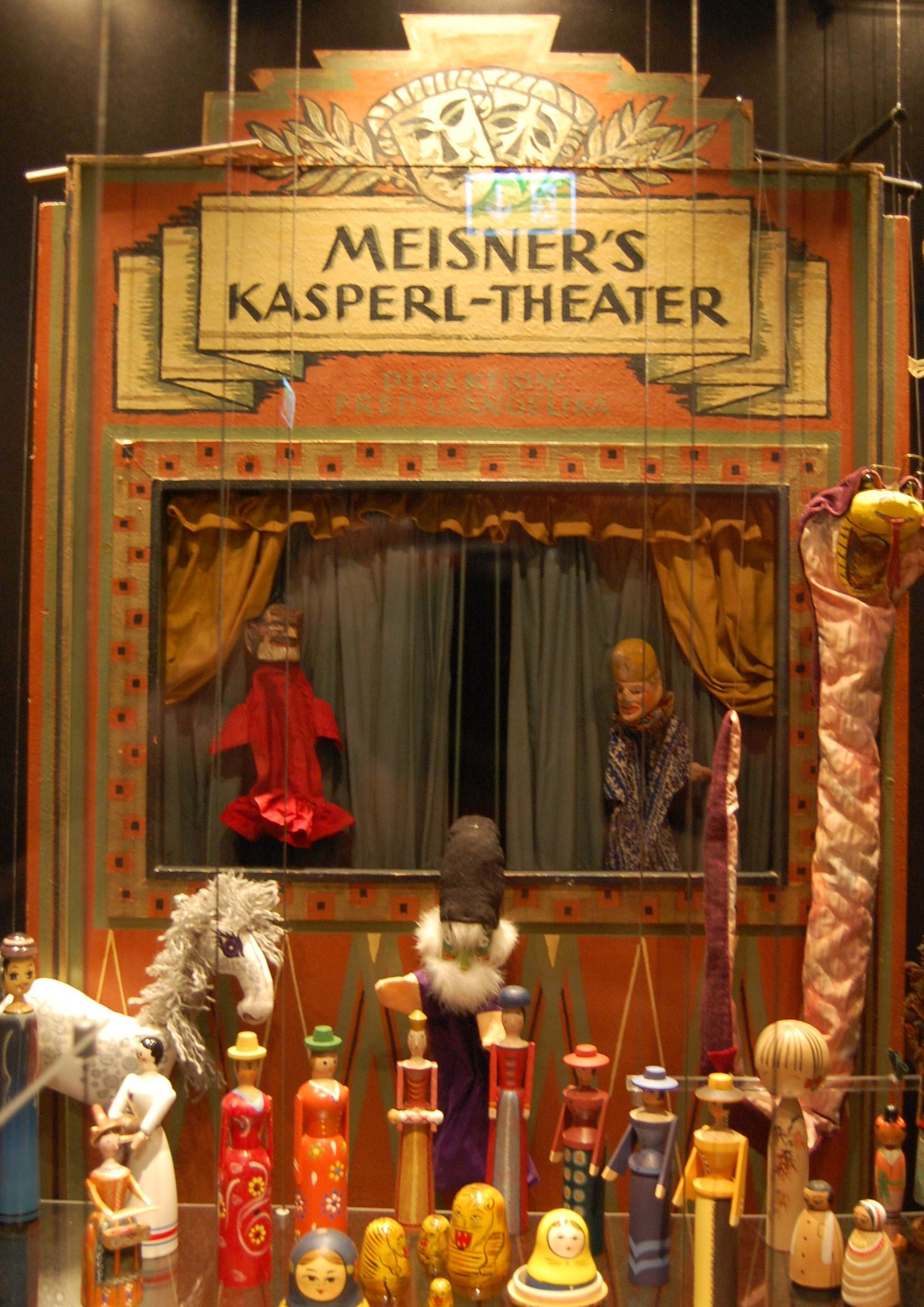
Altes Kaspertheater, bemalt von Heinz Kistler (1912–2004), dem „Maler der Rhön“
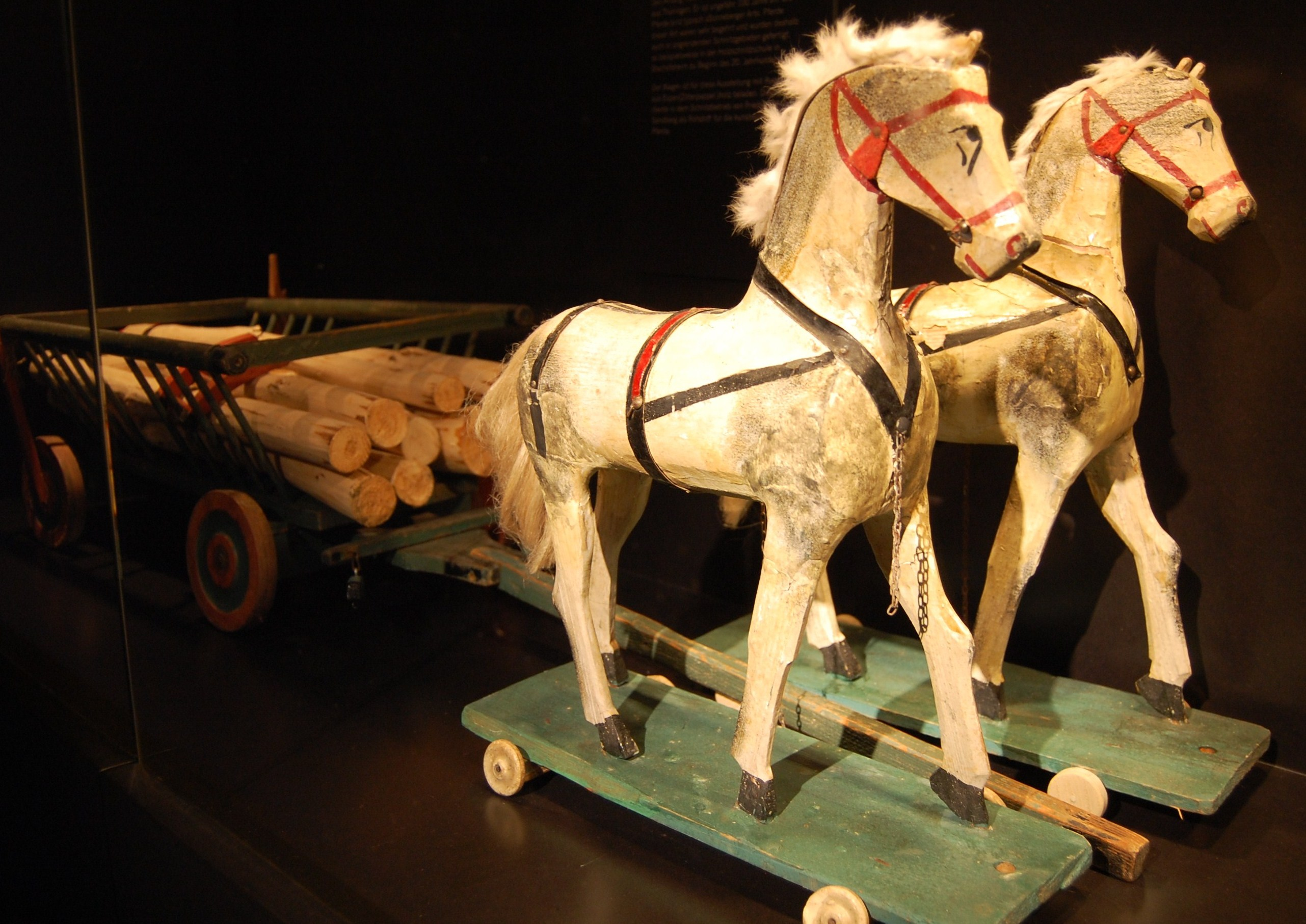
Holzpferde aus Sonneberg
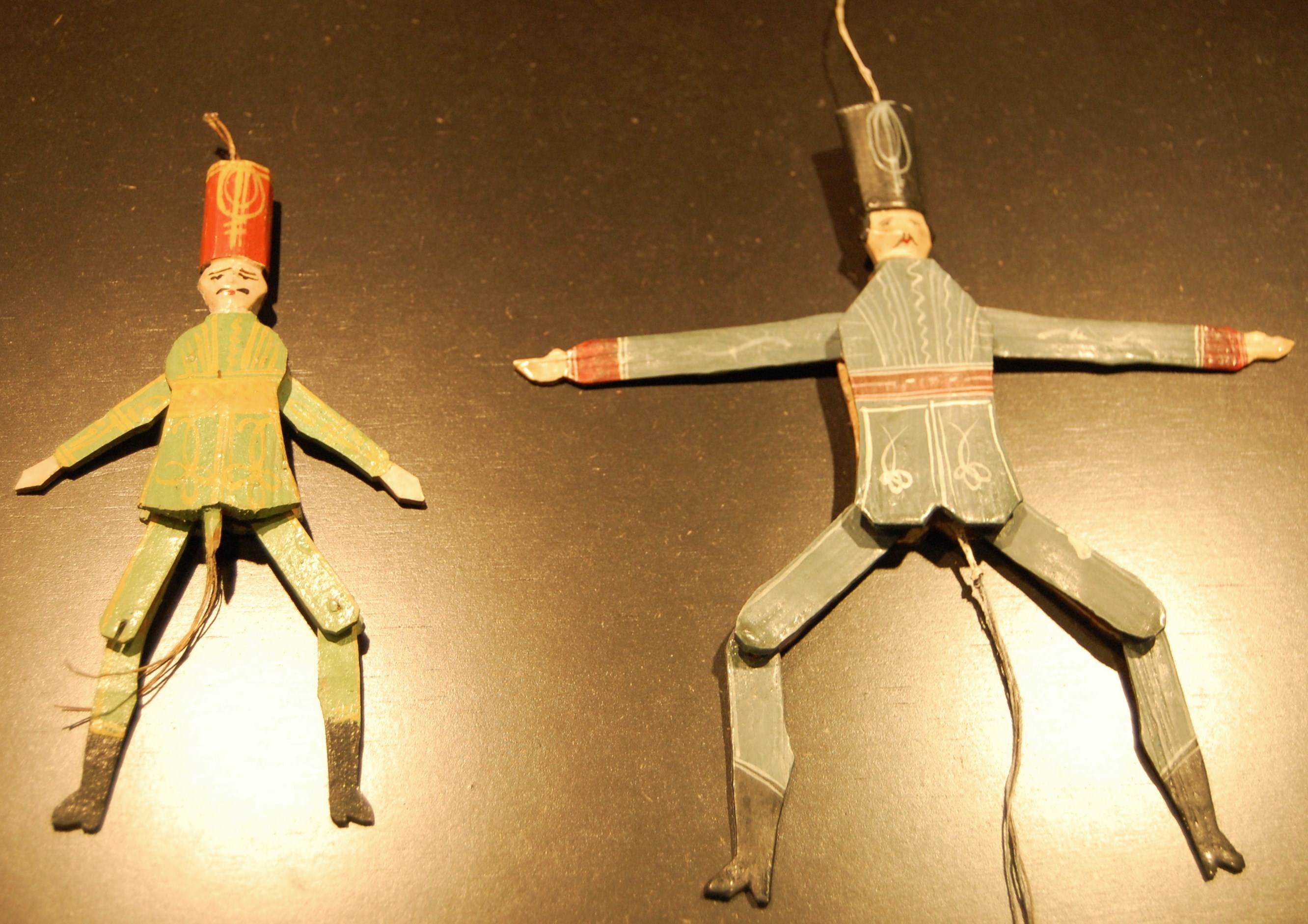
Hölzerne Hampelmänner aus Oberammergau